# Provincia di Erzurum
La provincia di Erzurum è una delle province della Turchia.
Dal 2012 il suo territorio coincide con quello del comune metropolitano di Erzurum (Erzurum Büyükşehir Belediyesi).

## Distretti

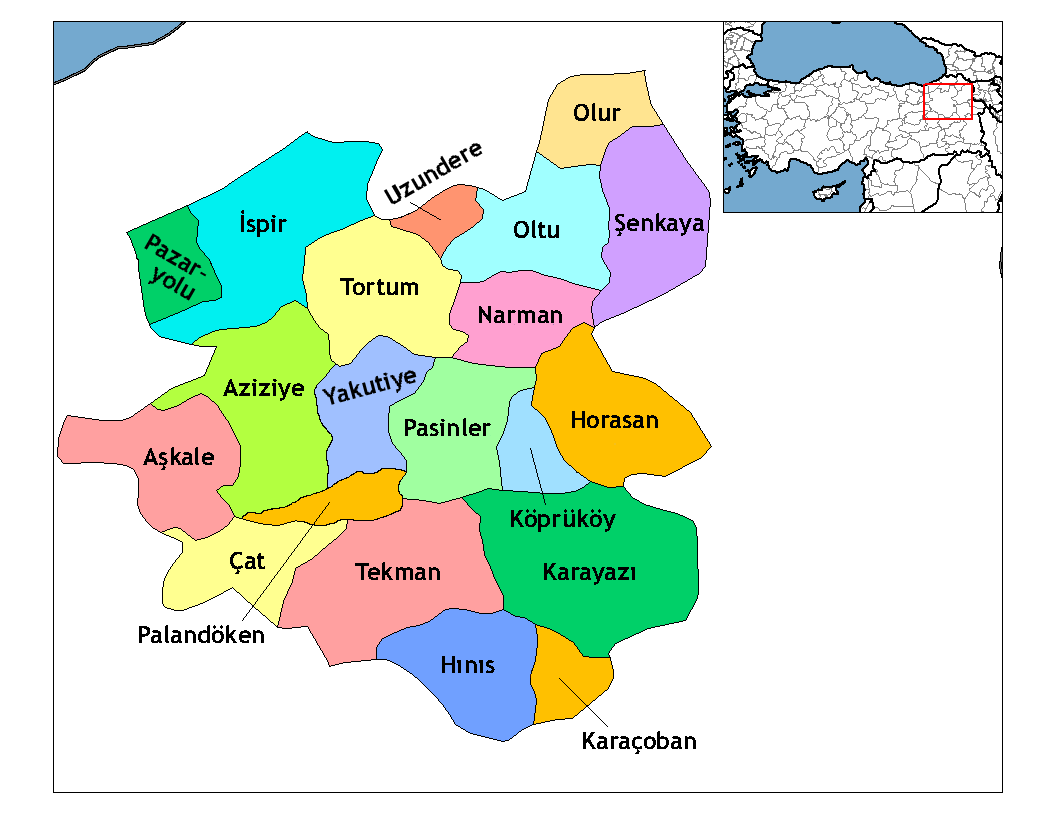
Distretti della provincia di Erzurum

La provincia è divisa in 20 distretti:
- Aziziye
- Aşkale
- Çat
- Hınıs
- Horasan
- İspir
- Karaçoban
- Karayazı
- Köprüköy
- Narman
- Oltu
- Olur
- Palandöken
- Pasinler
- Pazaryolu
- Şenkaya
- Tekman
- Tortum
- Uzundere
- Yakutiye

Fino al 2012 il comune metropolitano di Erzurum era costituito dalle sole aree urbane dei distretti di Aziziye, Palandöken e Yakutiye.
Fanno parte della provincia 40 comuni e 1042 villaggi.